# 더 레브
제임스 오언 설리번(James Owen Sullivan, 1981년 2월 9일 ~ 2009년 12월 28일)은 미국의 음악가이자 작곡가로, 더 레버런드 소롤뮤 플레이그(The Reverend Tholomew Plague) 또는 간단히 더 레브(The Rev)라는 이름으로 잘 알려져 있다. 그는 미국의 헤비 메탈 밴드 어벤지드 세븐폴드의 송라이터, 공동 리드보컬, 창립 멤버였다. 그는 어벤지드 세븐폴드의 앨범에 지대한 공헌을 했다고 평가되며 "Afterlife", "A Little Piece of Heaven", "Almost Easy"같은 곡들을 작곡하였다. 그는 또한 같은 어벤지드 세븐폴드의 멤버인 시니스터 게이츠(Brian Elwin Haner Jr.)와 함께 그의 사이드 프로젝트 밴드 핑클리 스무스에서 예명 랫헤드(Rathead)로 보컬과 피아노를 담당했었다. 또한 그는 1998년부터 1999년까지 서버반 레전즈의 드러머였다.

## 커리어
설리반은 1981년 2월 9일, 캘리포니아 주의 헌팅턴비치에서 태어났다. 그는 5살 때 처음 드럼 스틱을 선물받았고 12살 때는 드럼 세트를 선물받았다. 고등학생 때는 학교 밴드에서 활동했다. 어벤지드 세븐폴드를 창립하기 전에는 스카 밴드 서버반 레전즈의 드러머로 활동했었다. 그는 20살에 어벤지드 세븐폴드와 함께 그의 생애 첫 앨범 Sounding the Seventh Trumpet을 발매한다. 초기에 그는 프랭크 자파와 킹 크림슨으로부터 영향을 받았다고 한다. 모던 드러머 매거진 인터뷰에서 그는, "록과 메탈뿐만 아니라 이들의 음악을 정말 많이 들으면서 자랐다."
이후 그는 비니 폴, 마이크 포트노이 (그는 더 레브의 사망 이후 어벤지드 세븐폴드에서 잠깐 드러머로 활동한다), 데이브 롬바르도, 조이 조디슨, 라스 울리히, 테리 보지오와 같은 드러머들에게 영향을 받았다고 한다. 그는 "내가 영향을 받은 드러머들을 하나하나 살펴보면 매우 재미있다. 예로, 타미 리는 나에게 시각적인 퍼포먼스를 어떻게 해야하는지에 대하여 영향을 주었다. 난 그와 같이 공연하는 것에 대해 한 번도 생각해본 적이 없어서 참 대단한 것 같다."라고 했다. 설리반은 "더 더블 라이드 씽(The double-ride thing), 또는 "더 더블 옥토퍼스(The Double Octopus)와 같은 그만의 기술이 있는데 이 용어들의 이름은 그가 "이것들보다 더 좋은 용어가 생각나지 않는다"며 붙여진 것이다. "더 더블 라이드 씽" 테크닉은 "Almost Easy", "Critical Acclaim", "Crossroads", "Dancing Dead"와 같은 트랙에서 사용되었는데, 이 테크닉은 빠른 템포에서 더블 베이스 드럼과 라이드 심벌의 속도를 2배로 올리는 것이다. 연주할 때 설리반은 종종 스틱을 돌리기도 한다.
더 레브는 어벤지드 세븐폴드의 드러머임과 동시에 작곡가, 송라이터, 보컬, 피아니스트였다. 그의 보컬 트랙은 "Strength of the World", "Afterlife", "A Little Piece of Heaven", "Almost Easy", "Scream", "Critical Acclaim", "Lost", "Brompton Cocktail", "Crossroads", "Flash of the Blade (아이언 메이든 커버)", "Fiction"과 같은 트랙에서 찾아볼 수 있다. 그는 "A Little Piece of Heaven", "Afterlife", "Almost Easy", "Unbound (The Wild Ride)", "Buried Alive", "Fiction", "Brompton Cocktail"과 같은 곡을 작곡하기도 했다. 어벤지드 세븐폴드는 더 레브가 전자 드럼셋으로 연주한 트랙과 보컬 트랙을 녹음한 "Nightmare"의 데모를 발매했다.
제2회 리볼버 골든 갓 어워드에서 더 레브는 베스트 드러머에 선정되어 시상을 받았다. 고인이 된 그를 대신하여 그의 가족, 어벤지드 세븐폴드의 멤버가 대신 시상했다.
얼티메이트 기타 온라인 사이트에서 실시한 "최고의 드러머 1위~10위"의 구독자 투표에서 더 레브는 블랙 사바스의 드러머 빌 워드보다 높은 순위이자 더 후의 드러머 키스 문보다는 낮은 순위인 8위에 등극되었다. 2017년에는 그는 얼티메이트 기타의 노래하는 드러머 1~25위 리스트에서 5위에 등극되었다.

## 사망
2009년 12월 28일, 자택에서 숨져있는 것이 발견됐다. 검시 결과, 사인은 처방약과 알코올의 과잉 섭취로 판명되었다.

## 음반
어벤지드 세븐폴드
- Sounding The Seventh Trumpet (2001)
- Waking The Fallen (2003)
- City of Evil (2005)
- Avenged Sevenfold (2007)
- Live in the LBC & Diamonds in the Rough (2008)
- Nightmare (2010)